# Святский, Никтополион Павлович

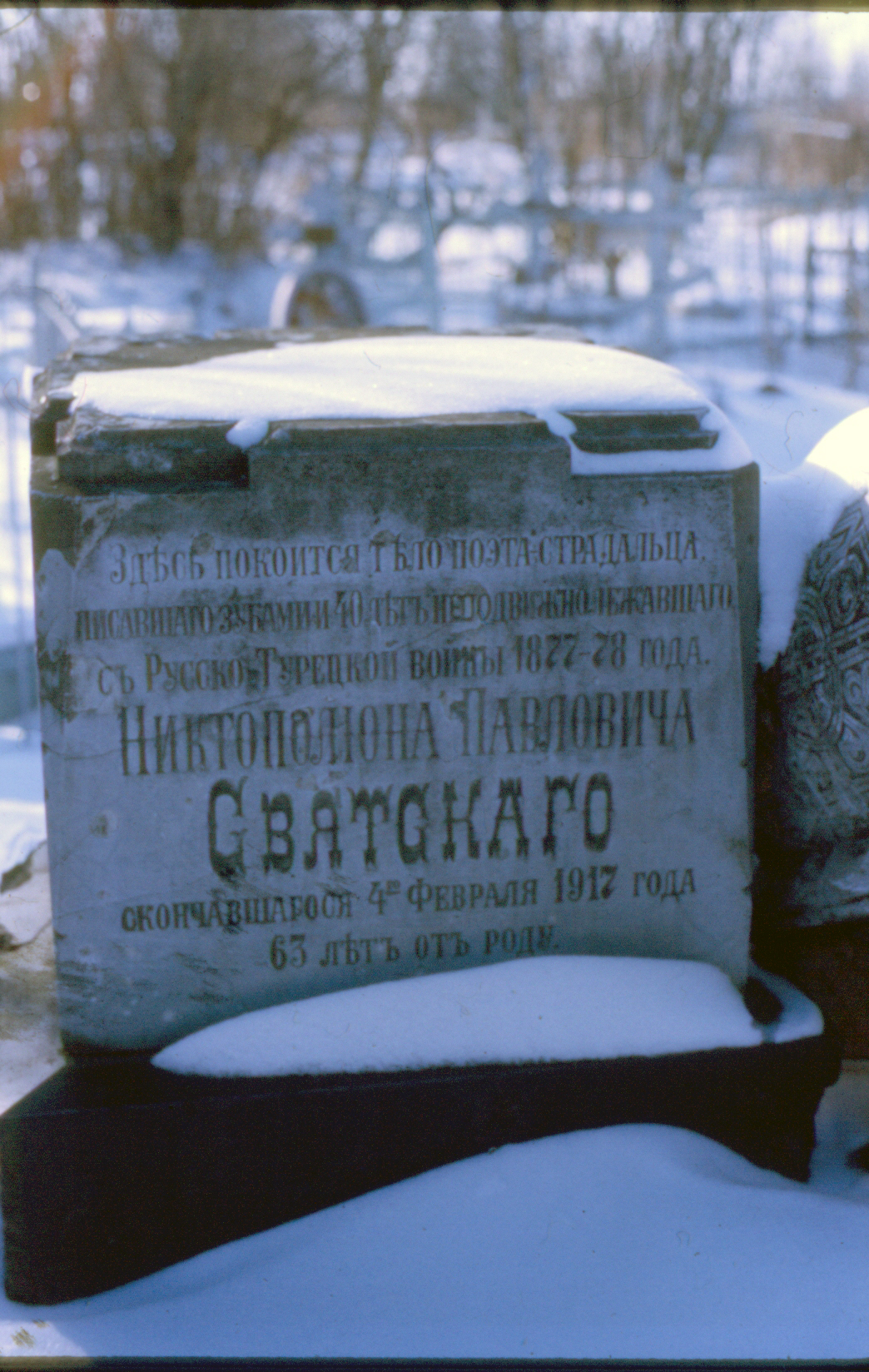
Могила Никтополиона Святского, фото 1970-х годов

Никтополион Павлович Святский (16 ноября 1854 года, Вологда — 4 февраля 1917 года, Царское Село) — русский поэт, участник русско-турецкой войны 1877—1878 годов.

## Биография
Родился в Вологде в 1854 году в семье обедневших дворян.
Участвовал в войне 1877—1878 годов за освобождение Болгарии. В составе корпуса генерала Радецкого участвовал в обороне Шипки.  В одном из боёв был ранен, что привело к параличу. В возрасте 23-х лет Никтополион Святский попал в Чесменскую богадельню для увечных воинов, откуда впоследствии был изгнан, подвергшись преследованиям царизма. Не имея возможности двигаться, научился писать стихи с помощью зубов, лучины со стальным пёрышком на конце и двух досок, укреплённых одна на другой.
За свою жизнь Никтополион Святский, невзирая на все трудности, смог издать в частной типографии купца Корпусного две книжки стихов: «Отзвуки души» (1893) и «Искорки Никтополиона Святского» (1900). 
Скончался в феврале 1917 года на 63-м году жизни, похоронен на царскосельском Кузьминском кладбище. Надгробие на могиле поэта было отреставрировано в 2012 году.

## Награды и звания
- Георгиевский кавалер.